# Habsburg Katalin (politológus)
Habsburg Katalin vagy Habsburg–Lotaringiai Katalin Mária Johanna Zita Zsófia Caspara főhercegnő (németül: Erzherzogin Catharina-Maria von Österreich vagy Catharina Habsburg-Lothringen; olaszul: Caterina d’Asburgo; Weißenburg in Bayern, 1972. szeptember 14. –) osztrák főhercegnő, Rudolf főherceg és Anna Gabriele von Wrede hercegnő lánya. Ő a legfiatalabb az 1922-ben elhunyt IV. Károly császár és király és hitvese, Zita király- és császárné 33 unokája közül.

## Élete
Gyermekkorát Belgiumban töltötte. Tanulmányait többek közt az Amerikai Egyesült Államokban, Belgiumban a leuveni egyetem politikatudományi szakán, majd Madridban végezte, ahol a Radio España szerkesztője lett, majd tanszékvezető.
Itt ment férjhez az aragóniai Massimiliano Secco grófhoz, akitől három fia született. Családjával az olaszországi Bresciában élnek.
Marie Antoinette című könyve hazájában öt kiadást ért meg, hónapokon át vezette a sikerlistákat, több nyelvre lefordították.

## Művei
- Marie Antoinette. A nemzetségéből származó úrhölgy elbeszélése Franciaország királynéjának dicsőségéről és bukásáról; ford. V. Pánczél Éva; Ulpius-ház, Bp., 2007